# Wu Ritubilige
Wu Ritubilige (chiń. 乌日图毕力格; ur. 5 października 1987 w Ulanqab) – chiński judoka. Olimpijczyk z Pekinu 2008, gdzie zajął 33 miejsce w kategorii 66 kg.
Siódmy mistrzostwach Azji w 2009 roku.

## Letnie Igrzyska Olimpijskie 2008
| Konkurencja   | Walki                  | Klas. końcowa |
| Konkurencja   | 1/32                   | Miejsce       |
| ------------- | ---------------------- | ------------- |
| waga półlekka | Miklós Ungvári (HUN) P | XXXIII        |